# Saint-Nicolas, Pas-de-Calais

Saint-Nicolas este o comună în departamentul Pas-de-Calais, Franța. În 1 ianuarie 2022 avea o populație de 4.548 de locuitori.